# Brunns landskommun
Brunns landskommun var en tidigare kommun i dåvarande Älvsborgs län.

## Administrativ historik
Kommunen inrättades i Brunns socken i Redvägs härad i Västergötland när 1862 års kommunalförordningar trädde i kraft.
1938 uppgick landskommunen i Ulricehamns stad som 1971 ombildades till Ulricehamns kommun.